# Tell Me Your Wish (Genie) (canção)
"Tell Me Your Wish (Genie)" (em coreano:  소원을 말해봐 (Genie)) é uma canção de dance-pop do segundo mini-álbum homônimo do girl group sul-coreano Girls' Generation. Lançado digitalmente em 22 de junho de 2009, a canção tornou-se o sexto single do grupo, alcançando o topo de várias paradas musicais.

## Composição
Composta pela Dsign Music (Anne Judith Wik, Robin Jenssen, Ronny Svendsen, Nermin Harambasic) e Fridolin Nordso, a canção foi originalmente intitulada "I Just Wanna Dance". Posteriormente, a SM Entertainment adquiriu os direitos sobre a música, a história lírica da letra foi re-escrita com composição adicional de Yoo Young-jin, com arranjo de Yoo Han-jin.
De acordo com o notável crítico de música popular Han Dong-Yoon, (한동윤) da IZM, e uma entrevista com Girls' Generation, a canção é um electropop em estilo Eurodance, sem o "gancho" característico do single anterior Gee, ficando com uma introdução de sintetizador pesada.

## História
Após o sucesso do último álbum, Gee, o grupo teve um pequeno hiato. No final de junho, a SM Entertainment anunciou que Girls' Generation estaria de volta com um novo single e mostrando um conceito de "Garota Marinheira"; Sowoneul Malhaebwa foi então lançada digitalmente em 22 de junho de 2009. A primeira apresentação do grupo para promover o álbum foi realizada em 26 de junho no programa Music Bank da KBS. Em poucos dias, a canção alcançou o primeiro lugar em 10 diferentes paradas musicais digitais. A canção também foi premiada como a mais popular entre os downloads de ringtones.

### Estreia japonesa
"Genie" (estilizado como GENIE) é o título oficial para a estreia em japonês. O single foi lançado em 8 de setembro de 2010 no Japão. Uma nova versão do vídeo musical foi filmada para acompanhar a versão japonesa, e o teaser foi lançado em 19 de agosto de 2010. Em 26 de agosto de 2010, o vídeo musical completo foi lançado. A canção alcançou a 5ª posição nas paradas de sucesso da Oricon no dia do lançamento. A canção chegou ao 2º lugar em 11 de setembro de 2010.
Ela foi lançada em três edições, duas em CD+DVD (primeira tiragem e regular), e uma edição apenas em CD. A edição CD+DVD da primeira tiragem inclui um book e um cartão fotográfico aleatório (1 de 9). O single inclui três versões de seu hit em coreano, Tell Me Your Wish (Genie).

## Vídeos musicais
A coreógrafa foi Rino Nakasone.

### Versão em coreano
O teaser do vídeo foi lançado em 19 de junho de 2009. Depois, o vídeo original foi lançado em 26 de junho de 2009. No vídeo musical, Yoona primeiro aparece sentada em uma lâmpada mágica enorme, com as outras integrantes sentadas ao seu redor. O vídeo musical divide-se entre o grupo executando a coreografia e cenas de três quartos distintos ocupados por três diferentes integrantes cada. Yoona, Yuri e Jessica estão em um quarto rosa, Tiffany, Taeyeon e Sunny estão em um clube de dança ou bar de discoteca, enquanto que Seohyun, Sooyoung e Hyoyeon estão em uma sala onde há um grande bolo, da qual sai Seohyun. As meninas usam uniformes brancos e apresentam, na maior parte do tempo, em um palco formado por uma longa pista com um grande coração no fundo; em outras cenas, elas usam uniformes cáqui, com as palavras "GIRLS' GENIE" no fundo. O vídeo musical frequentemente mostra as meninas interagindo com a câmera e com os braços que às vezes se estendem de ambos os lados da tela, para dar a impressão de que as meninas estão interagindo com o espectador pessoalmente. As sequências de cenas possuem luzes e holofotes chamativos que mudam mudam rapidamente, para dar efeitos fortes e brilhantes.

### Verão em japonês
O teaser do vídeo musical foi lançado em 16 de agosto de 2010 e o vídeo musical completo foi lançado em 25 de agosto de 2010, sendo que foi o primeiro vídeo do grupo a ser filmado no Japão.
- Ele começa com um rapaz que encontrou uma velha lâmpada mágica e um modelo em escala de uma tenda de circo, em um sótão velho. Depois de esfregar a lâmpada, a câmera se aproxima para dentro da tenda onde o Girls' Generation pode ser visto vindo à vida, assim como a música começa a tocar. As meninas, em seguida, mudam alternadamente para trajes diferentes, e o menino esfrega a lâmpada mais uma vez, onde elas são vistas em uma tela de televisão velha, com um bastão de doces enorme e balões coloridos. O vídeo musical termina com o rapaz esfregando a lâmpada mágica novamente antes de desaparecer em outra cena em que ele está saindo de uma limusine com as integrantes do Girls' Generation como paparazzi. parece que seu desejo havia sido concedido pelo poder mágico do gênio. há também cenas das garotas na frente de fundos coloridos, como vermelho, azul, rosa e amarelo brilhante.

A maior parte das coreografias é a mesma que na versão coreana, com um ligeiro puxão em algumas das etapas. A diferença é que na versão japonesa é a parte onde Taeyeon destaca-se e canta seu solo antes de voltar e reunir-se às outras meninas para formar uma linha. Enquanto na versão coreana, Taeyeon não se destaca entre as demais.
Além disso, todas as meninas posam com uma salva de mãos no final. Na versão coreana, somente Seohyun o faz na "pose final" (Jessica também parece que faz continência, mas na verdade ela apenas coloca a mão sobre sua cabeça).

### Versão em 3D
Em 24 de outubro de 2010 uma versão coreana em 3D, que foi lançada para a PAVV LED TV da Samsung. Dentre as três cenas de dança, essa versão é a mais curta. Existem algumas mudanças em comparação com a versão original:
- A roupa verde militar camuflada é transformada em traje azul escuro que se assemelha aos uniformes de escoteiros, enquanto a roupa da marinha branca original, permanece inalterada.
- Yoona está em pé sozinha, enquanto na versão original ela é vista dirigindo um carro. Além disso, ela tem um cabelo mais longo e mais produzida em relação à versão original, onde ela parece simples, com roupas casuais (na cena do quarto) e com cabelo curto.
- Sooyoung e Tiffany aparecem nesta versão com cabelos longos, enquanto que na versão original, ambas aparecem com cabelo curto.

## Estilo de apresentação ao vivo

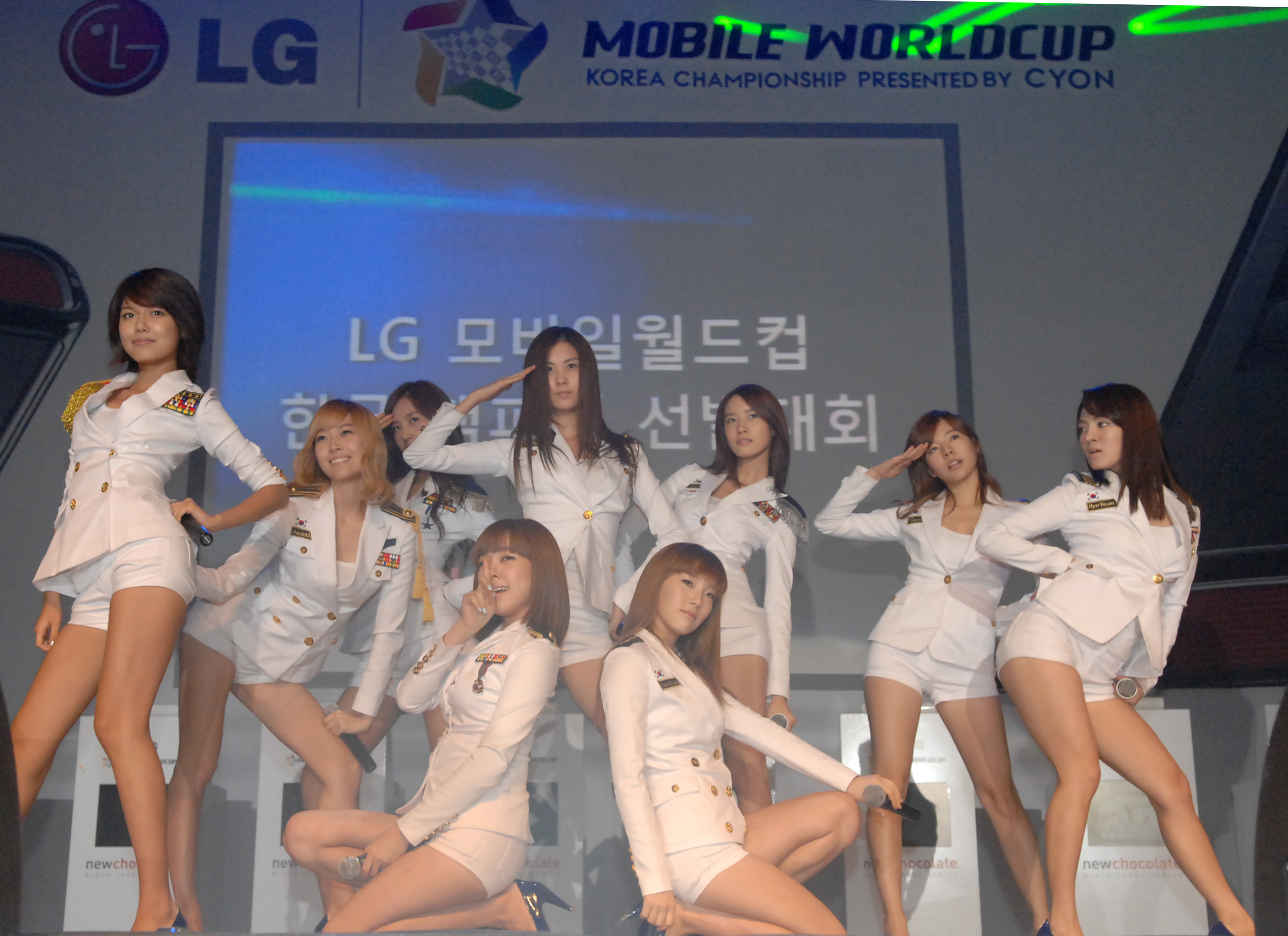
Girls' Generation apresentando "Genie" no LG Mobile Worldcup, em 2009

No palco, as meninas receberam um conceito militar para suas apresentações de Tell Me Your Wish, principalmente vestindo jaquetas militares apertadas, minissaias e/ou shorts. As cores são principalmente de camisas brancas da marinha, marrom caqui e vermeho, embora vários uniformes sejam mostrados.
O grupo quis mostrar uma imagem madura, em comparação com a inocência em Gee M/V. A coreografia da canção, feita por Rino Nakasone, centrou-se na sincronização e imagens sedutoras. Partes da coreografia tornaram-se populares na Coreia, incluindo a "Jegi-kicking dance" (제기차기 춤) e a "Leg-beauty dance" (각선미 춤).

## Outras versões e problemas de plágio
Problemas de plágio foram causados pela canção "Raqsga Tushgin", da cantora uzbeque Dineyra. Foi revelado que, embora o lançamento de sua canção precedeu o lançamento do segundo mini-álbum de Girls' Generation, a canção da cantora do Uzbequistão foi gravada sem obter a devida permissão da Universal Music, assim plagiando Tell Me Your Wish (Genie).
Em 19 de maio de 2010 a cantora neerlandesa Nathalie Makoma lançou seu segundo single nomeado "I Just Wanna Dance", que é uma versão licenciada de Genie de Girls' Generation. Nathalie canta a letra original em inglês que foi escrita para a canção.
Em 3 de junho de 2011 o cantor britânico C.J. Lewis lançou uma versão em inglês de Genie.

## Lista de faixas do CD japonês
| 1. "Genie" (Versão em japonês) 2. "Tell Me Your Wish (Genie)" 3. "Genie" (Instrumental) - Bônus - Vídeo musical de "Genie" - Livro de fotos exclusivo - Cartão comercial (1 de 9 aleatórios) | 1. "Genie" (Versão em japonês) 2. "Tell Me Your Wish (Genie)" 3. "Genie" (Instrumental) - DVD bônus - Vídeo musical de "Genie" |  |

### Edição regular de apenas um CD
1. "Genie" (Versão em japonês)
2. "Tell Me Your Wish (Genie)"
3. "Genie" (Instrumental)

### CD Single em coreano e download digital
1. "Genie"
2. Etude

## Desempenho nas paradas
| Tabela                                 | Melhor posição |
| -------------------------------------- | -------------- |
| Oricon - Singles diários               | 2              |
| Oricon - Singles semanais              | 4              |
| Oricon - Singles anuais                | 58             |
| Billboard Japan Hot 100                | 4              |
| iTunes Japan                           | 1              |
| RIAJ Digital Track Chart               | 8              |
| RIAJ Digital Track Chart top 100 anual | 78             |

### Vendas e certificações
| Tabela                                  | Quantidade      |
| --------------------------------------- | --------------- |
| align="center"\|150.105+                |                 |
| RIAJ - certificação em meio físico      | Ouro (100.000+) |
| RIAJ - downloads em PCs                 | Ouro (100.000+) |
| RIAJ - downloads completos em celulares | Ouro (100.000+) |

## Prêmios
| 24º | 2009 | 10 de dezembro | Golden Disk Awards | Grande Prêmio em Lançamento Digital | - | Recordes do Ano no Lançamento Digital | Top 5 em lançamentos digitais do ano |

### MTV Video Music Awards Japan
| Ano  | Trabalho nomeado | Prêmio                    | Resultado |
| ---- | ---------------- | ------------------------- | --------- |
| 2011 | Genie            | Melhor vídeo de Grupo     | Venceu    |
| 2011 | Genie            | Melhor Vídeo do Ano       | Indicado  |
| 2011 | Genie            | Melhor Canção de Karaokê! | Venceu    |